# Pierre Sanfourche-Laporte

Le nouveau Valin, 1809 (Fondazione Mansutti, Milano).

Pierre Sanfourche-Laporte (1774 – 1856) è stato un giurista francese.

## Biografia
La sua opera principale, il Nouveau Valin (1809), fa riferimento a René Josué Valin e al suo commento sull'Ordonnance de la Marine del 1681. Il lavoro vede il contributo di Pierre B. Boucher, docente di diritto marittimo, e propone un codice commerciale riguardante in modo esclusivo il commercio via mare. Tuttavia prevalse la tesi dell'unitarietà della codificazione e il 1º gennaio 1808 fu pubblicato un Code de commerce generalista.